# Christophe Alévêque
Pour les articles homonymes, voir Alévêque.
Christophe Alévêque est un humoriste et chroniqueur français né le 29 octobre 1963 au Creusot (Saône-et-Loire).

## Biographie

### Origines familiales et études
Christophe Alévêque est né d'un père instituteur et d'une mère tenant un salon d'esthétique à Montceau-les-Mines, où il a fait ses études jusqu'en terminale. Il a un frère aîné, Jacques, et une sœur cadette, la journaliste Alexandra Alévêque. Son père meurt d'une rupture d'anévrisme à 42 ans, en 1982.
Christophe Alévêque entreprend des études de commerce et de marketing à l'ISTEC (Paris), dont il sort diplômé en 1986, tout en suivant parallèlement des cours de théâtre notamment au conservatoire du Ve arrondissement de Paris avec comme professeur Louis Sergent.

### Carrière

#### Débuts
Il commence à se produire en 1988, sur les scènes des cafés-théâtres parisiens, dans un duo, appelé Les Stagiaires, pendant trois ans avec Olivier Lefranc, qui meurt d'un accident de la route la veille de son premier spectacle solo. Son premier spectacle solo a lieu à Lyon en juillet 1991. Les spectacles suivants sont réalisés avec la complicité du metteur en scène Philippe Sohier.

#### Succès et consécration
Sa notoriété décolle en 1994 grâce à sa participation dans l'émission Rien à cirer de Laurent Ruquier sur France Inter. Il fait ensuite partie de « la bande » de Laurent Ruquier sur Europe 1 dans On va s'gêner et sur France 2 dans On a tout essayé. Il connaît un grand succès avec son spectacle Alévêque ? en 2002, au théâtre Bobino de Paris, où il joue notamment avec cynisme et ironie sur les attentats du 11 septembre 2001 et leurs répercussions en Afghanistan. Il épingle également la vie de famille occidentale, la consommation, la mondialisation, l'inégalité sociale. Lorsqu'il évoque, en costume de Zorro, l'épargne salariale et les stock-options, il est «irrésistible» selon Le Parisien. Le spectacle se termine sur une reprise de la chanson La Vieille de Patrick Font et Philippe Val, qu'il interprète avec, à la guitare, son technicien du son, Franck Mermillod.
En 2006, son spectacle Debout ! mélange avec une grande liberté de tons : sketches, chansons (une reprise de Sans la nommer de Moustaki, une de Patrick Font) et morceaux joués sur scène avec son groupe composé d'un guitariste (Franck Mermillod, déjà vu en 2002 au même poste avec Christophe Alévêque), d'un batteur, d'un bassiste, d'un corniste et d'un accordéoniste. Encore plus osé[réf. nécessaire], ce spectacle tient une vraie volonté de réveiller les gens et de leur faire ouvrir les yeux sur une actualité brûlante (banlieues, guerre d'Irak, contrôle des pensées, système de la peur de plus en plus fort[pas clair]).
Il a aussi écrit régulièrement dans l'hebdomadaire satirique Siné Hebdo créé par le dessinateur Siné, à qui il avait précédemment manifesté son soutien à l'occasion de son licenciement de Charlie Hebdo. Il fait également référence à Siné Hebdo dans un film consacré à son ami Renaud.
En 2009, pour les deux ans de l'élection de Nicolas Sarkozy, il écrit et interprète cinq épisodes d'une web-série Le petit coin de résistance réalisée par le Comité de la Claque. Cinq nouveaux épisodes traitant l'actualité sont ensuite diffusés à la rentrée 2009 sur le site d'informations Le Post et sur Dailymotion.
Il joue son nouveau spectacle Super Rebelle ! Enfin ce qu'il en reste…, en Province et à Paris, au Théâtre du Rond-Point.
En 2015, le « comique de gauche » présente dans son nouveau spectacle "Ça ira mieux demain" une revue d’actualité, où selon Atlantico, en dépit de sa manière de déverser « un torrent de haine et de mépris sur La Manif pour tous et le Front national » et du fait qu'il pourrait se montrer « moins partisan », il est à la fois « très drôle et très corrosif ».
En 2020 le confinement de mars à mai lui fait dire : "La colère est montée. Ce qui m'a le plus marqué, c'est qu'on s'est arrêté de penser. Tout d'un coup, on a eu le cerveau dans le formol. Aucune remise en question, aucune réflexion. On est confinés. Bien mon colonel ! Et basta.". Il joue et filme son spectacle "19 mars-19 mai, le trou noir" devant une salle vide.

### Vie publique

#### Prises de positions et actions engagées politiquement

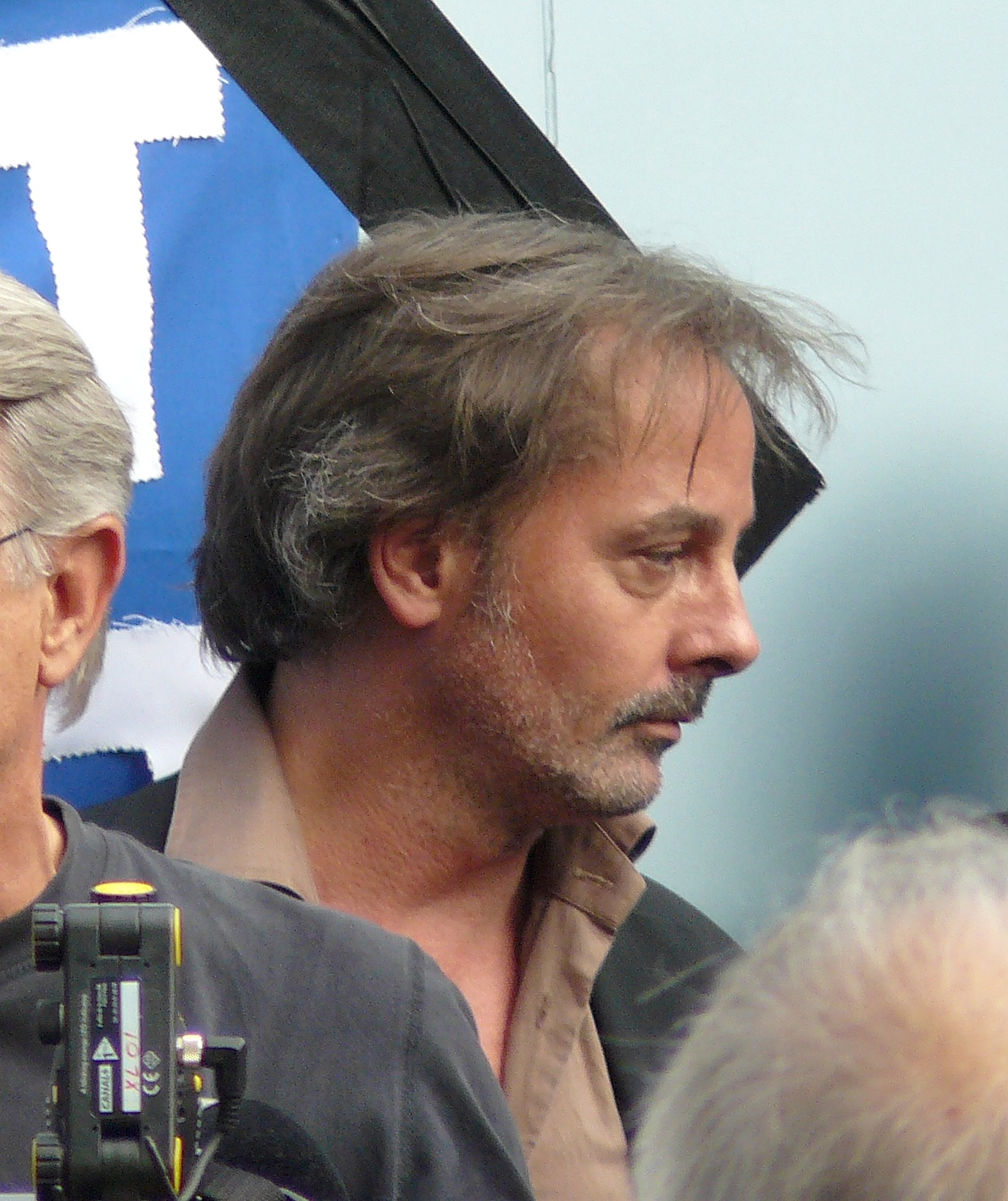
Christophe Alévêque en 2010.

En 2007, à la suite de l'élection de Nicolas Sarkozy à la présidentielle, Christophe Alévêque forme une chorale pour chanter Mille Colombes (chanson interprétée par Mireille Mathieu), désormais « hymne de la droite décomplexée », ceci bien sûr, à titre de parodie. Il a organisé divers rassemblements de cette chorale, notamment durant le festival d'Avignon, au cours duquel il fut entarté.
Le 6 mai 2011, il présente sa candidature à l'élection présidentielle française de 2012, qu'il évoque le jour même dans la Matinale de son ami Yassine Belattar sur Le Mouv'. Courtisé surtout par les partis politiques de gauche, il n'est pas encarté au PS, et ne se donne aucune appartenance politique précise même si de son propre aveu « Christophe Alévêque votera à gauche ».
L'été 2016, commence une « histoire surprenante » selon L'Express : Alévêque, estimant que « la gauche est en ruines », espère pouvoir rassembler toutes ses tendances, car, selon lui, elles pensent « globalement la même chose ». Il organise une série de dîners chez lui, dont le premier, le 28 juin 2016, réunit les anciens ministres Benoît Hamon, Christiane Taubira et Cécile Duflot, mais aussi le secrétaire national du PCF, Pierre Laurent, et le frondeur du Parti socialiste Jérôme Guedj. Par ailleurs Christiane Taubira approche Arnaud Montebourg. Le grand absent de ces rendez-vous chez Alévêque est Jean-Luc Mélenchon. Il décline l'invitation, suivant son idée de ne pas frayer avec d'éventuels candidats à la primaire de gauche, à laquelle il ne veut pas participer. En novembre 2016, Alévêque publie une tribune dans Libération pour appeler au rassemblement de toutes les gauches autour de Christiane Taubira. Mais la tentative d'Alévêque échoue, les aventures individuelles l'emportent. Et il milite, en vain, pour une candidature de Christiane Taubira à l'élection présidentielle de 2017.
En mars 2023, il soutient le mouvement contre le projet sur les retraites en signant une pétition s'adressant au chef de l'État pour demander le retrait immédiat du projet, considéré « injuste, inefficace, touchant plus durement les plus précaires et les femmes », en plus d'être rejeté « par l'immense majorité de la population, et même minoritaire à l'Assemblée nationale ». Le texte met en avant le devoir de solidarité face à une réforme qui « va frapper plus durement ceux qui exercent les métiers les plus difficiles ».

#### Démêlés judiciaires
En 2010, Christophe Alévêque tient des propos injurieux envers Zinédine Zidane dans SPORTMAG. Zinédine Zidane demande à son avocat de répliquer. Après avoir été relaxé en première instance, Christophe Alévêque perd son procès en appel contre Zinedine Zidane et est condamné à 5 000 euros de dommages et intérêts pour injures (Arrêt de la Cour d'Appel du 7 mars 2013).

### Vie privée
Après avoir eu deux enfants d'une précédente union, il est actuellement en couple avec Serena Reinaldi, la gagnante de Nice people en 2003, avec qui il joue la pièce Ciao Amore en 2010.

## Filmographie

### Cinéma
- 1999 : L'Ami du jardin de Jean-Louis Bouchaud : L'inspecteur
- 2004 : Tout pour l'oseille de Bertrand van Effenterre : Antoine
- 2004 : Nos amis les flics de Bob Swaim : Poisseman
- 2006 : Les Petits Poucets de Thomas Bardinet
- 2008 : Fool Moon de Jérôme L'Hotsky : Tom
- 2010 : Pièce montée de Denys Granier-Deferre : Alexandre
- 2014 : Ceci est mon corps de Jérôme Soubeyrand : Renato
- 2017 : Satire dans la campagne de Marc Large et Maxime Carsel : Lui-même
- 2019 : Salauds de pauvres (film à sketches) de lui-même

### Télévision

#### Téléfilms
- 2006 : Mes parents chéris de Philomène Esposito : Romuald

#### Séries
- 2009 : Les Petits Meurtres d'Agatha Christie : La plume empoisonnée d'Eric Woreth
- 2010 : Contes et nouvelles du XIXe siècle : L'Affaire Blaireau de Jacques Santamaria : Blaireau
- 2013 : Doc Martin de Jean-Pierre Sinapi
- 2014 : Méfions-nous des honnêtes gens de Gérard Jourd'hui : Luc Pontdebois

## Spectacles
- Même pas peur (1998)
- Alévêque à l'Européen
- Alévêque ? à Bobino (2002-2003)
- Debout ! (2005-2006)
- Debout ! 2 (2007-2008)
- Super Rebelle ! Enfin ce qu'il en reste… (2009-2012)
- Christophe Alévêque dit tout (2014)
- Ça ira mieux demain... (2015-2016)
- Alévêque revient bien sûr (2018-2019)
- Le trou noir (2020), captation « déconfinée » au Théâtre du Rond-Point, devant une salle vide[19].
- Le trou noir 2 (2021), captation « déconfinée » au Théâtre du Rond-Point, devant une salle vide.
- Vieux Con ? (2022), lancement du "Club des vieux cons modernes"[20].
- Vieux Con ? La Suite (2024), suite de la réflexion entamée dans le précédent spectacle.

### Hors-séries
- Revues de Presse: En Suisse 2019; Spéciale Élection présidentielle française de 2022; Octobre 2022; Janvier et Mai 2023; Janvier, Juin et Novembre 2024; captations au Théâtre du Rond-Point[21].
- Putain de peuple !": à l'occasion du festival "Que demandent les peuples ? - Nos disques sont rayés (Édition 5)", enregistré en Février 2022 au Théâtre du Rond-Point[22]

## Théâtre
- 2008 : Fantasio d'Alfred de Musset, mise en scène Gérard Gelas, Théâtre du Chêne Noir
- 2010 : Ciao Amore de Jérôme L'Hotsky, mise en scène Philippe Sohier, Théâtre de la Gaité-Montparnasse
- 2012 : Ciao Amore de Jérôme L'Hotsky, mise en scène Philippe Sohier, Théâtre du Chien qui fume et au Festival d'Avignon
- 2014 : Little Boy de Régis Vlachos, mise en scène Christophe Luthringer, Théâtre Confluences (Paris)
- 2014 : Ah ! Le Grand Homme de Pierre Pradinas et Simon Pradinas, mise en scène Panchika Velez, tournée
- 2018 : La Dame de chez Maxim de Georges Feydeau, mise en scène Alain Sachs, théâtre du Gymnase

## Publications

### Chroniques
Christophe Alévêque écrivait une chronique régulière dans Siné Hebdo, avant que ce magazine disparaisse. D'ailleurs, avec quelques dessinateurs de ce journal, il a réalisé l'ouvrage Le petit Alévêque illustré. De plus, il a publié :
- Décodeur médiatique du XXIe siècle, Chiflet & Cie, 2008
- Le petit Alévêque illustré (Collectif), Éditions Chiflet Et Cie. Textes de Christophe Alévêque. Illustrations d'Aurel, Carali, Dobritz, Faujour, Gab, Large, Lindingre, Pakman, Sergio et Siné, 2009
- Libertude, égalitude, fraternitude, avec Hugue Leroy, Nova éditions, 2010
- Les monstrueuses actualités, Le Cherche Midi, 2011
- Bienvenue à Webland, Les Liens qui Libèrent, 2016

### Ouvrages
- Christophe Alévêque et Vincent Glenn, On marche sur la dette, 2015.
- Christophe Alévêque et Jean-Philippe Bouchard, Bienvenue à Webland, 2016

## Musique
Alévêque a créé son groupe de rock, Alévêque et son groupo, et se produit à La Scène (Paris). Son album est sorti en janvier 2006.
Il participe au festival des Sons d'une Nuits d'été de Nuits-Saint-Georges le 30 juin 2007.
Il a également enregistré un titre avec Les Rois de la Suède en 2010.